# Маньюасу
Маньюасу (порт. Manhuaçu) — муниципалитет в Бразилии, входит в штат Минас-Жерайс. Составная часть мезорегиона Зона-да-Мата. Входит в экономико-статистический микрорегион Маньюасу. Население составляет 67 723 человека на 2007 год. Занимает площадь 627,281 км². Плотность населения — 117,6 чел./км².

## История
Город основан 5 ноября 1877 года.

## Статистика
- Валовой внутренний продукт на 2006 год составляет 596 111 390,60 реалов (данные: Бразильский институт географии и статистики).
- Валовой внутренний продукт на душу населения на 2006 год составляет 8802,20 реалов (данные: Бразильский институт географии и статистики).
- Индекс развития человеческого потенциала на 2006 год составляет 0,812 (данные: Программа развития ООН).

## География
Климат местности: тропический. В соответствии с классификацией Кёппена, климат относится к категории Aw.